# Jakov Bobinac
Jakov Bobinac (Prozor, 14. rujna 1863. - Zagreb, 1943.), hrvatski pedagog i dječji pisac. Bavio se pčelarstvom.

## Životopis
Učiteljsku je školu završio u Petrinji, a potom je kao učitelj radio u Jamaricama od 1898. do 1908. godine. Kao mladi pisac objavljivao je u časopisima Preporod, Smilje i Lovor. Bio je urednik časopisa Pčela. U početnim godinama Radio stanice Zagreb vodio je emisiju o pčelarstvu.

## Vanjske poveznice
- Uloga učitelja u vatrogastvu Jamarica  Arhivirana inačica izvorne stranice od 12. prosinca 2013. (Wayback Machine)